# Liste de sondages sur les élections fédérales canadiennes de 2004 au Québec
Cette page dresse la liste des sondages d'opinions relatifs aux élections fédérales canadiennes de 2004 au Québec.

## Analyse
Le Parti libéral du Canada remporte le plus grand nombre de voix au Québec lors des élections fédérales de 2000, pour la première fois depuis 1984 (même si le Bloc québécois remporte 2 sièges de plus). L'avance du Parti libéral se maintient tout au long de l'année 2001 et se renforce en fin d'année. L'Alliance canadienne, arrivée troisième en 2000 avec 6,7 % mais n'ayant remporté aucun siège, chute à la dernière place à la fin 2001 avec à peine 1-2 % des voix, derrière le Parti progressiste-conservateur et le NPD.
Le Bloc québécois maintient ses appuis (notamment chez les électeurs francophones) et talonne les libéraux à l'été et à l'automne 2002 alors que les deux partis sont tout juste sous la barre des 40 % d'appui. Les autres formations politiques sont très loin derrière mais le NPD parvient à dépasser les 10 % dans plusieurs enquêtes d'opinion.
En 2003, alors que Paul Martin est en voie de succéder à Jean Chrétien comme premier ministre du Canada, les libéraux prennent une nette avance et dépassent nettement le Bloc. À la fin 2003 le PLC dépasse régulièrement les 50 % d'appui au Québec et attire même une grande partie des électeurs francophones (en janvier 2004 le PLC est seulement 2 % derrière le Bloc dans cet électoral).
Cette dynamique se maintient jusqu'au début 2004 lorsque les révélations sur le scandale des commandites causent un net retournement au détriment du Parti libéral et en faveur du Bloc. À partir de février 2004 le Bloc prend une nette avance et se place aux alentours de 45 % d'appui alors que le PLC passe en quelques mois de 50 à 30-35 % d'appui. La baisse est flagrante dans toutes les catégories de l'électorat :
- À Montréal le PLC qui était nettement en avance sur le Bloc passe derrière en juin 2004 ;
- Dans l'électorat franchophone les libéraux passent de 40 à 25 % d'appui entre janvier et juin 2004 ;
- Dans l'électorat non-francophone les libéraux perdent 25 points sur la même période, profitant à toutes les autres formations politiques (y compris le Bloc qui atteint 18 % d'appui chez les non-francophones en juin 2004).

Cette situation se maintient jusqu'aux élections de 2004 alors que le Bloc fait son meilleur score (48,7 %) en voix et en sièges (54) depuis 1993 et que le PLC fait un score honorable (33,9 %) supérieur aux sondages faits dans la dernière semaine de la campagne qui le plaçait entre 25 et 30 %.
Le Parti conservateur nouvellement créé fait un score faible (8,8 %), inférieur aux derniers sondages qui le plaçait à 10 % et ne gagne aucun siège au Québec. Les autres formations (NPD, Parti vert) font des scores inférieurs à 5 % et ne remportent aucun siège.

## À l'échelle provinciale

### Pendant la campagne électorale
|  |  |

| Dernier jour du sondage                                      | BQ   | PLC  | PCC | NPD | Vert | Autres | Sondeur    | Échantillon | ME    | Source |
| ------------------------------------------------------------ | ---- | ---- | --- | --- | ---- | ------ | ---------- | ----------- | ----- | ------ |
| Dernier jour du sondage                                      |      |      |     |     |      |        | Sondeur    | Échantillon | ME    | Source |
| Résultat du vote                                             | 48,9 | 33,9 | 8,8 | 4,6 | 3,2  | 3,8    |            |             |       |        |
| 24 juin 2004                                                 | 51   | 28   | 11  | 7   | 3    | NC     | SES        | 286         | ± 5,9 | PDF    |
| 24 juin 2004                                                 | 48   | 32   | 11  | 5   | NC   | 4      | Léger      | 1 101       | ± 3,2 | PDF    |
| 24 juin 2004                                                 | 51   | 28   | 11  | 7   | 3    | NC     | Ekos       | NC          | NC    | PDF    |
| 23 juin 2004                                                 | 48   | 29   | 9   | 5   | 5    | 3      | Ipsos      | 460         | NC    | PDF    |
| 22 juin 2004                                                 | 50   | 25   | 10  | 10  | NC   | 4      | Environics | NC          | NC    | HTML   |
| 21 juin 2004                                                 | 50   | 26   | 13  | 6   | NC   | NC     | CROP       | 606         | ± 4,0 | PDF    |
| 20 juin 2004                                                 | 53   | 23   | 8   | 9   | 3    | 3      | Ipsos      | 247         | NC    | HTML   |
| 17 juin 2004                                                 | 48   | 22   | 13  | 9   | 7    | 2      | Ipsos      | 247         | NC    | PDF    |
| 16 juin 2004                                                 | 46   | 36   | 9   | 7   | NC   | 2      | Compas     | NC          | NC    | PDF    |
| 16 juin 2004                                                 | 48   | 30   | 13  | 6   | NC   | 3      | Léger      | 874         | ± 3,1 | PDF    |
| 16 juin 2004                                                 | 52   | 30   | 9   | 5   | 5    | NC     | SES        | 173         | ± 7,6 | PDF    |
| 15 juin 2004                                                 | 46   | 31   | 15  | 7   | NC   | 1      | Léger      | 426         | ± 4,4 | PDF    |
| 13 juin 2004                                                 | 48   | 28   | 11  | 7   | 5    | 1      | Ipsos      | 222         | NC    | PDF    |
| 9 juin 2004                                                  | 54   | 22   | 13  | 8   | 3    | NC     | Ekos       | NC          | NC    | PDF    |
| 9 juin 2004                                                  | 44   | 32   | 14  | 8   | NC   | NC     | CROP       | 600         | ± 4,0 | PDF    |
| 8 juin 2004                                                  | 50   | 24   | 9   | 8   | 5    | NC     | Ipsos      | NC          | NC    | HTML   |
| 7 juin 2004                                                  | 46   | 31   | 13  | 8   | NC   | 2      | Léger      | NC          | NC    | PDF    |
| 6 juin 2004                                                  | 43   | 30   | 15  | 10  | 3    | NC     | SES        | 178         | ± 7,5 | PDF    |
| 3 juin 2004                                                  | 45   | 28   | 13  | 6   | 4    | NC     | Ipsos      | NC          | NC    | HTML   |
| 31 mai 2004                                                  | 46   | 33   | 8   | 9   | 2    | NC     | Léger      | 1 100       | ± 1,8 | PDF    |
| 30 mai 2004                                                  | 44   | 29   | NC  | NC  | NC   | NC     | Ipsos      | NC          | NC    | HTML   |
| 30 mai 2004                                                  | 49   | 30   | 13  | 5   | 3    | NC     | SES        | 196         | ± 7,1 | PDF    |
| 27 mai 2004                                                  | 45   | 36   | 11  | 6   | NC   | NC     | Ekos       | NC          | NC    | PDF    |
| Déclenchement officiel des élections fédérales (23 mai 2004) |      |      |     |     |      |        |            |             |       |        |

### Pendant la 37elégislature du Canada
|  |  |

#### En 2004 (avant la campagne électorale)
| Dernier jour du sondage | BQ | PLC | PCC | NPD | Vert | Autres | Sondeur    | Échantillon | ME    | Source |
| ----------------------- | -- | --- | --- | --- | ---- | ------ | ---------- | ----------- | ----- | ------ |
| Dernier jour du sondage |    |     |     |     |      |        | Sondeur    | Échantillon | ME    | Source |
| 20 mai 2004             | 50 | 28  | 7   | 8   | 4    | NC     | Ipsos      | 215         | NC    | PDF    |
| 20 mai 2004             | 42 | 34  | 10  | 15  | NC   | NC     | CROP       | 854         | ± 3,4 | PDF    |
| 19 mai 2004             | 43 | 40  | NC  | NC  | NC   | NC     | Compass    | NC          | NC    | [ 1 ]  |
| 16 mai 2004             | 44 | 35  | 10  | 7   | NC   | 4      | Léger      | 1 005       | ± 3,0 | PDF    |
| 13 mai 2004             | 46 | 31  | 10  | 10  | NC   | NC     | Ipsos      | NC          | NC    | PDF    |
| 6 mai 2004              | 41 | 36  | NC  | NC  | NC   | NC     | Ipsos      | NC          | NC    | HTML   |
| 28 avril 2004           | 46 | 33  | 8   | 8   | 5    | 1      | Ipsos      | 224         | NC    | PDF    |
| 25 avril 2004           | 41 | 39  | 10  | 10  | NC   | NC     | CROP       | 1 001       | ± 3,0 | PDF    |
| 25 avril 2004           | 46 | 35  | 9   | 8   | 2    | NC     | SES        | 218         | ± 6,8 | PDF    |
| 24 avril 2004           | 46 | 34  | 8   | 8   | 3    | NC     | Léger      | NC          | NC    | PDF    |
| 18 avril 2004           | 45 | 37  | 8   | 8   | NC   | 2      | Environics | NC          | NC    | HTML   |
| 8 avril 2004            | 45 | 30  | 11  | 10  | 2    | 2      | Ipsos      | NC          | NC    | HTML   |
| 29 mars 2004            | 45 | 35  | 11  | 9   | NC   | NC     | CROP       | 1 004       | ± 3,0 | PDF    |
| 25 mars 2004            | 44 | 33  | 8   | 6   | 7    | 2      | Ipsos      | 204         | NC    | PDF    |
| 22 mars 2004            | 45 | 36  | 8   | 8   | NC   | 3      | Léger      | NC          | NC    | PDF    |
| 7 mars 2004             | 49 | 31  | 6   | 8   | 4    | 2      | Ipsos      | 476         | NC    | PDF    |
| 26 février 2004         | 48 | 32  | 9   | 10  | NC   | 1      | CROP       | 607         | ± 4,0 | PDF    |
| 25 février 2004         | 44 | 38  | NC  | NC  | NC   | NC     | Ekos       | NC          | NC    | HTML   |
| 22 février 2004         | 38 | 38  | NC  | NC  | NC   | NC     | CROP       | NC          | NC    | PDF    |
| 19 février 2004         | 44 | 30  | 10  | 9   | 3    | 5      | Ipsos      | 225         | NC    | PDF    |
| 12 février 2004         | 47 | 34  | 7   | 11  | NC   | 1      | CROP       | NC          | NC    | PDF    |
| 12 février 2004         | 39 | 40  | 5   | 8   | 5    | 3      | Ipsos      | 213         | NC    | PDF    |
| 27 janvier 2004         | 39 | 46  | 6   | 7   | NC   | NC     | Léger      | NC          | NC    | PDF    |
| 24 janvier 2004         | 33 | 51  | 5   | 10  | NC   | 1      | CROP       | 1 000       | ± 3,0 | PDF    |
| 18 janvier 2004         | 36 | 47  | 6   | 8   | NC   | 3      | Léger      | 1 000       | ± 3,4 | PDF    |
| 15 janvier 2004         | 39 | 45  | 3   | 6   | 4    | 3      | Ipsos      | NC          | NC    | PDF    |

#### En 2003
| Dernier jour du sondage | BQ | PLC | PCC | NPD | Vert | AC | P.-C. | Autres | Sondeur    | Échantillon | ME    | Source |
| ----------------------- | -- | --- | --- | --- | ---- | -- | ----- | ------ | ---------- | ----------- | ----- | ------ |
| Dernier jour du sondage |    |     |     |     |      |    |       |        | Sondeur    | Échantillon | ME    | Source |
| 17 décembre 2003        | 35 | 50  | 5   | 9   | NC   | —  | —     | NC     | CROP       | 986         | ± 3,0 | PDF    |
| 27 novembre 2003        | 38 | 40  | —   | 8   | 5    | 3  | 4     | 3      | Ipsos      | 209         | NC    | PDF    |
| 25 novembre 2003        | 38 | 46  | —   | 10  | NC   | 2  | 1     | 3      | Léger      | NC          | NC    | PDF et |
| 23 novembre 2003        | 34 | 50  | —   | NC  | NC   | NC | NC    | NC     | CROP       | 1 003       | NC    | PDF    |
| 23 octobre 2003         | 31 | 50  | —   | 6   | 4    | 3  | 5     | 2      | Ipsos      | 213         | NC    | PDF    |
| 29 septembre 2003       | 35 | 50  | —   | 7   | NC   | NC | 5     | NC     | CROP       | 1 002       | NC    | PDF    |
| 9 juillet 2003          | 20 | 65  | —   | NC  | NC   | NC | NC    | NC     | Ekos       | NC          | NC    | PDF    |
| 6 juillet 2003          | 35 | 49  | —   | NC  | NC   | NC | 6     | NC     | Environics | 472         | ± 4,5 | HTML   |
| 5 juin 2003             | 33 | 52  | —   | 5   | 4    | 1  | 4     | NC     | Ipsos      | 230         | NC    | PDF    |
| 25 mai 2003             | 28 | 62  | —   | 6   | NC   | 1  | 3     | NC     | Léger      | NC          | NC    | PDF    |
| 17 avril 2003           | 36 | 50  | —   | 3   | 5    | 2  | 4     | NC     | Ipsos      | 233         | NC    | PDF    |
| 27 mars 2003            | 38 | 46  | —   | 8   | NC   | 3  | 4     | 1      | Environics | 485         | ± 4,5 | HTML   |
| 20 février 2003         | 35 | 49  | —   | 9   | NC   | 1  | 3     | 2      | Ekos       | NC          | NC    | PDF    |
| 16 janvier 2003         | 31 | 55  | —   | 5   | NC   | 3  | 3     | 4      | Ekos       | 243         | ± 6,3 | 1 et 2 |
| 14 janvier 2003         | 38 | 41  | —   | 12  | NC   | 3  | 4     | 1      | Environics | 967         | ± 3,2 | HTML   |

#### En 2002
| Dernier jour du sondage | BQ | PLC | NPD | Vert | AC | P.-C. | Autres | Sondeur | Échantillon | ME    | Source |
| ----------------------- | -- | --- | --- | ---- | -- | ----- | ------ | ------- | ----------- | ----- | ------ |
| Dernier jour du sondage |    |     |     |      |    |       |        | Sondeur | Échantillon | ME    | Source |
| 12 décembre 2002        | 34 | 39  | 12  | 7    | 2  | 5     | 0      | Ipsos   | 213         | NC    | PDF    |
| 24 novembre 2002        | 40 | 40  | 4   | NC   | 3  | 8     | 5      | Léger   | 774         | ± 3,4 | PDF    |
| 30 septembre 2002       | 36 | 38  | 11  | 4    | 1  | 8     | 1      | Ipsos   | 250         | NC    | PDF    |
| 14 août 2002            | 33 | 38  | 15  | NC   | 7  | 5     | 2      | Ipsos   | 199         | NC    | PDF    |
| 18 juillet 2002         | 26 | 46  | 12  | NC   | 5  | 7     | 3      | Ipsos   | 222         | NC    | PDF    |
| 20 juin 2002            | 39 | 39  | 12  | NC   | 3  | 5     | 1      | Ipsos   | NC          | NC    | HTML   |
| 9 juin 2002             | 37 | 37  | 6   | NC   | 2  | 7     | 11     | Léger   | 400         | ± 4,5 | PDF    |
| 30 mai 2002             | 39 | 38  | 12  | NC   | 3  | 8     | NC     | Ipsos   | NC          | NC    | HTML   |
| 28 mars 2002            | 38 | 47  | 5   | NC   | 3  | 5     | NC     | Ipsos   | NC          | NC    | HTML   |
| 24 mars 2002            | 37 | 46  | 4   | NC   | 2  | 4     | 7      | Léger   | NC          | NC    | PDF    |
| 21 février 2002         | 39 | 46  | 6   | NC   | 1  | 7     | 1      | Ipsos   | 215         | NC    | PDF    |

#### En 2001
| Dernier jour du sondage | BQ   | PLC  | NPD | Vert | AC  | P.-C. | Autres | Sondeur    | Échantillon | ME    | Source  |
| ----------------------- | ---- | ---- | --- | ---- | --- | ----- | ------ | ---------- | ----------- | ----- | ------- |
| Dernier jour du sondage |      |      |     |      |     |       |        | Sondeur    | Échantillon | ME    | Source  |
| 12 décembre 2001        | 37   | 46   | 3   | NC   | 1   | 7     | 7      | Léger      | 1 000       | ± 3,4 | 1 et 2  |
| 12 décembre 2001        | 31   | 58   | 3   | NC   | 1   | 6     | 1      | Ekos       | NC          | NC    | et HTML |
| 24 septembre 2001       | 21   | 68   | 2   | NC   | 2   | 5     | 2      | Gallup     | 267         | ± 6   | [ 4 ]   |
| 29 août 2001            | 33   | 50   | 5   | NC   | 2   | 9     | 1      | Ekos       | NC          | ± 3,7 | PDF     |
| 23 août 2001            | 37   | 47   | 5   | NC   | 4   | 7     | 1      | Ipsos      | 250         | NC    | PDF     |
| 13 août 2001            | 37   | 45   | 5   | NC   | 3   | 7     | 4      | Léger      | 401         | ± 5,5 | 1 et 2  |
| 10 juillet 2001         | 33   | 49   | 4   | NC   | 4   | 9     | 1      | Environics | 482         | ± 4,6 | HTML    |
| 8 juillet 2001          | 41   | 43   | 4   | NC   | 2   | 10    | 0      | Ipsos      | 212         | NC    | PDF     |
| 27 mai 2001             | 39   | 44   | 2   | NC   | 2   | 11    | 2      | Ipsos      | 230         | NC    | PDF     |
| 21 mai 2001             | 38   | 45   | 3   | NC   | 1   | 10    | 3      | Léger      | 998         | NC    | 1 et 2  |
| 26 avril 2001           | 36   | 43   | 7   | NC   | 4   | 9     | 2      | Ipsos      | 253         | NC    | PDF     |
| 24 avril 2001           | 40   | 41   | 6   | NC   | 5   | 6     | 3      | Environics | 485         | ± 4,5 | HTML    |
| 29 mars 2001            | 37   | 45   | 4   | NC   | 4   | 9     | 2      | Ipsos      | 253         | NC    | PDF     |
| 10 mars 2001            | 32   | 46   | NC  | NC   | NC  | NC    | NC     | Ipsos      | NC          | NC    | HTML    |
| 31 janvier 2001         | 30   | 52   | NC  | NC   | NC  | NC    | NC     | Ekos       | 379         | ± 5,1 | HTML    |
| 15 janvier 2001         | 35   | 42   | 7   | NC   | 6   | 5     | 4      | Environics | 504         | ± 4,5 | HTML    |
| 10 décembre 2000        | 35   | 49   | 1   | NC   | 6   | 6     | 3      | Gallup     | 266         | NC    | [ 5 ]   |
| Élection de 2000        | 39,9 | 44,2 | 1,8 | 0,6  | 6,7 | 5,6   | 1,2    |            |             |       |         |

## Par langue
| Sondeur | Date             | Bloc | Bloc | Libéral | Libéral | Conservateur | Conservateur | NPD | NPD | Vert | Vert | AC | AC | P.-C. | P.-C. | Autres | Autres |
| ------- | ---------------- | ---- | ---- | ------- | ------- | ------------ | ------------ | --- | --- | ---- | ---- | -- | -- | ----- | ----- | ------ | ------ |
| Sondeur | Date             |      |      |         |         |              |              |     |     |      |      |    |    |       |       |        |        |
| Sondeur | Date             | FR   | NF   | FR      | NF      | FR           | NF           | FR  | NF  | FR   | NF   | FR | NF | FR    | NF    | FR     | NF     |
| Léger   | 16 juin 2004     | 56   | 18   | 25      | 51      | 12           | 13           | 4   | 11  | NC   | NC   | —  | —  | —     | —     | 2      | 7      |
| Léger   | 16 mai 2004      | 50   | 17   | 30      | 60      | 10           | 8            | 7   | 9   | NC   | NC   | —  | —  | —     | —     | 3      | 6      |
| Léger   | 18 janvier 2004  | 42   | 13   | 40      | 75      | 7            | 3            | 8   | 7   | NC   | NC   | —  | —  | —     | —     | 4      | 3      |
| Léger   | 24 novembre 2002 | 47   | NC   | 37      | NC      | —            | —            | 3   | NC  | NC   | NC   | 1  | NC | 7     | NC    | 5      | NC     |
| Léger   | 12 décembre 2001 | 45   | NC   | 37      | 78      | —            | —            | NC  | NC  | NC   | NC   | NC | NC | NC    | NC    | NC     | NC     |

## Par zone géographique
| Sondeur    | Date            | Bloc québécois | Bloc québécois | Bloc québécois | Libéral        | Libéral      | Libéral        | Conservateur   | Conservateur | Conservateur   | NPD            | NPD          | NPD            | P.-C.          | AC             |
| ---------- | --------------- | -------------- | -------------- | -------------- | -------------- | ------------ | -------------- | -------------- | ------------ | -------------- | -------------- | ------------ | -------------- | -------------- | -------------- |
| Sondeur    | Date            |                |                |                |                |              |                |                |              |                |                |              |                |                |                |
| Sondeur    | Date            | Montréal (RMR) | Québec (RMR)   | Autres régions | Montréal (RMR) | Québec (RMR) | Autres régions | Montréal (RMR) | Québec (RMR) | Autres régions | Montréal (RMR) | Québec (RMR) | Autres régions | Montréal (RMR) | Montréal (RMR) |
| CROP       | 9 juin 2004     | 35             | 33             | 43             | 31             | 24           | 24             | 13             | 14           | 11             | NC             | 8            | NC             | —              | —              |
| Environics | 10 juillet 2001 | 31             | NC             | NC             | 48             | NC           | NC             | —              | —            | —              | 4              | NC           | NC             | 10             | 6              |
| Environics | 24 avril 2001   | 36             | NC             | NC             | 43             | NC           | NC             | —              | —            | —              | 6              | NC           | NC             | 4              | 5              |
| Environics | 15 janvier 2001 | 31             | NC             | NC             | 44             | NC           | NC             | —              | —            | —              | 9              | NC           | NC             | 4              | 6              |